# Николаевский сельский совет (Васильковский район)
Николаевский сельский совет (укр. Миколаївська сільська рада) — входит в состав
Васильковского района
Днепропетровской области
Украины.
Административный центр сельского совета находится в 
с. Николаевка.

## Населённые пункты совета
- с. Николаевка
- с. Артёмовка
- с. Дачное
- с. Дубовики
- с. Зелёная Роща
- с. Медичное